# Dangjeong (métro de Séoul)
Dangjeong (hangeul : 당정 ; hanja : 堂井, elle est sous-nommée en anglais (Hansei University)) est une station de passage de la ligne 1 du métro de Séoul. Elle est située au 91 Dangjeongyeok-ro, dans le quartier Dangjeong-dong de la ville Gunpo-si, dans la province Gyeonggi-do, au sud-ouest de la ville de Séoul en Corée du Sud.
Ouverte en 1974, elle est desservie par les rames du service omnibus de la ligne 1.

## Situation sur le réseau

Plan du réseau (2023)

Établie en surface, la station Dangjeong est une station de passage de la ligne 1 (branche Guro-Sinchang) du métro de Séoul, elle est située : entre la station Gunpo, en direction du terminus nord-est Yeoncheon, et la station Uiwang, en direction du terminus sud-ouest Sinchang.

## Histoire
Mise en chantier le 16 mai 2008, la station de métro Dangjeong est mise en service le 21 janvier 2010,,, sur la section, dite ligne Gyeongbu, de la ligne 1 du métro de Séoul, en exploitée depuis 1974.

## Services aux voyageurs

### Accès et accueil
La station est située au 91, Dangjeongyeok-ro, dans le quartier Dangjeong-dong. Elle dispose de deux bouches, numérotées 1 et 2, situées au sud de la station, de part et d'autre des voies.

### Desserte
Dangjeong, est desservie par les rames du service omnibus de la ligne 1. Elle dispose de deux quais centraux équipés de portes palières.

Installations
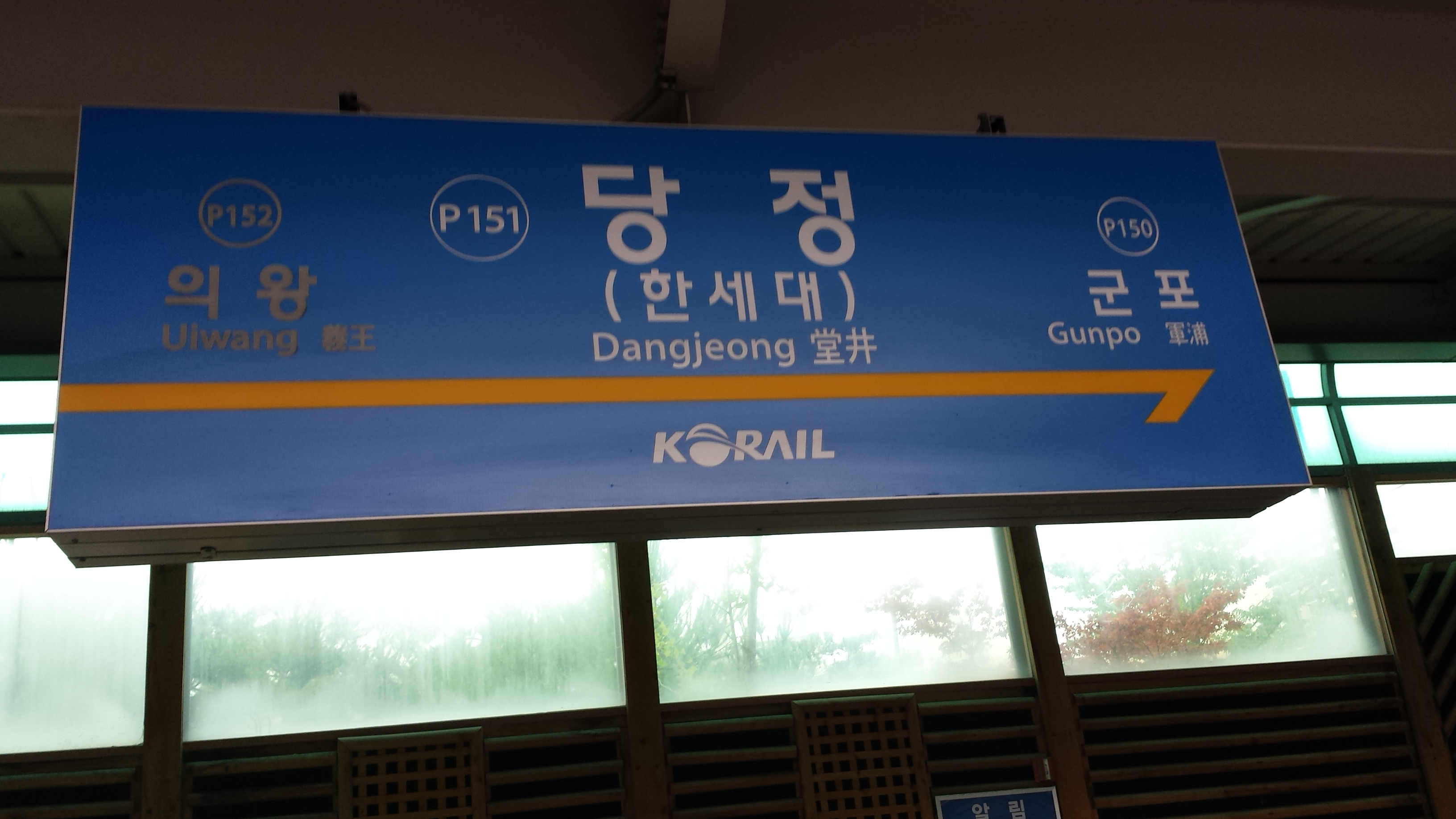
En 2014.

### Intermodalité
Des arrêts de bus sont situés à proximité.

## À proximité
Elle dessert notamment l'Université Hansei (en).